# Araucaria montana
Araucaria montana es una especie de conífera perteneciente a la familia Araucariaceae. En endémica de Nueva Caledonia. 

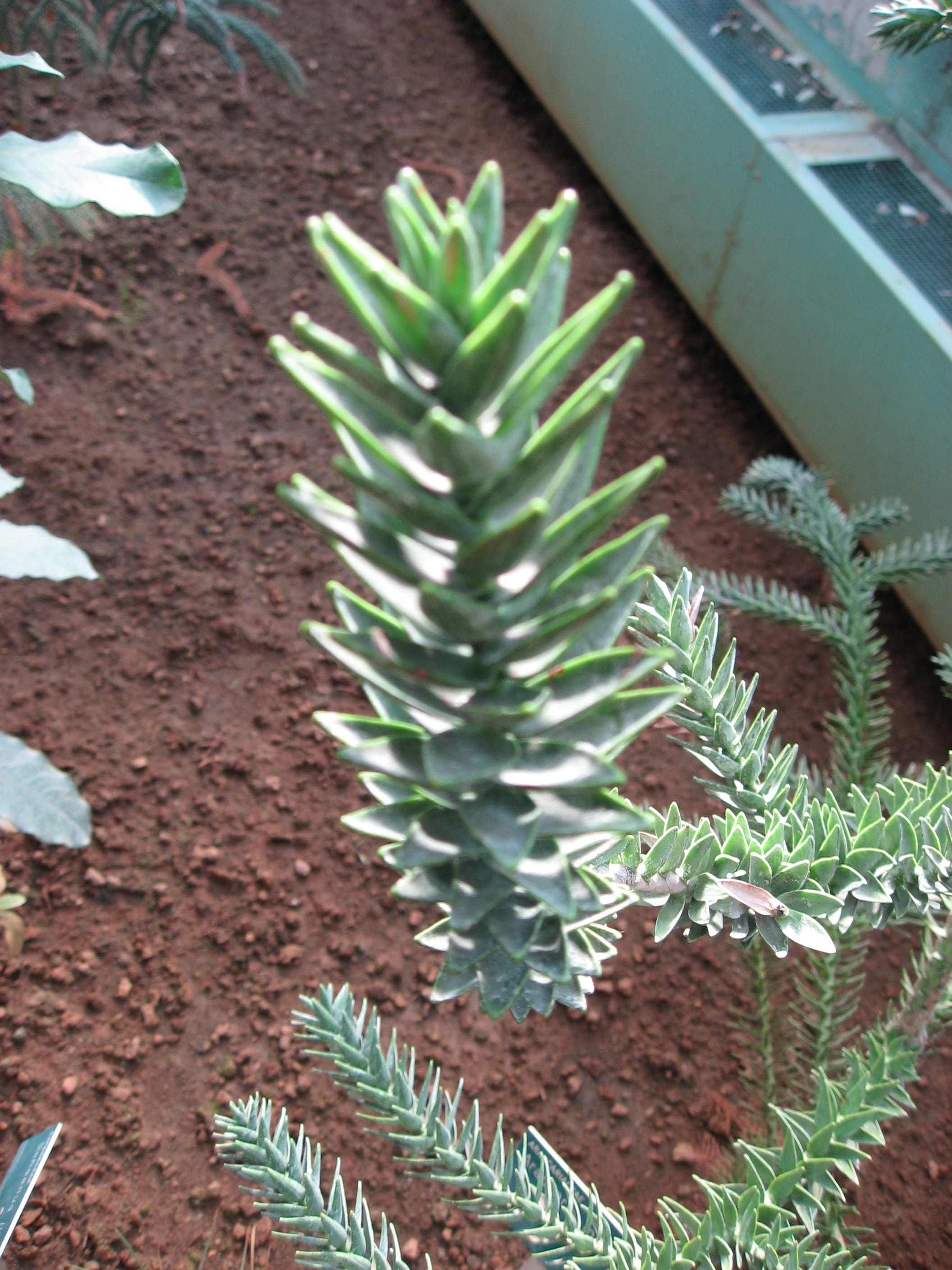
Hojas

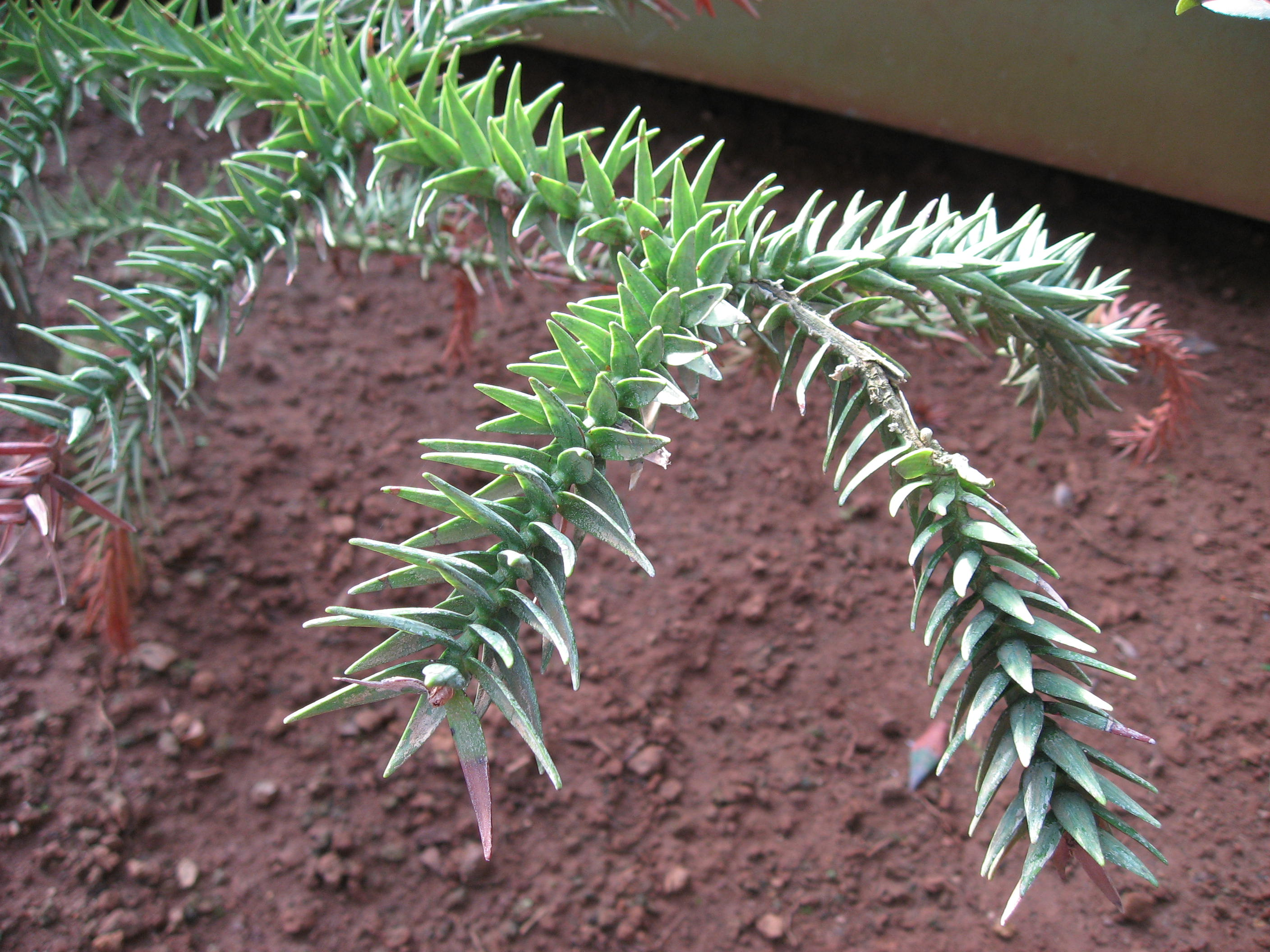
Hojas

## Descripción
Es un árbol columnar que alcanza un tamaño de 10-40 m de altura. Las ramas numerosas y extendidas de 15-22 mm de diámetro. La corteza es de color marrón oscuro o gris, exfoliante en tiras finas o escamosas. Las hojas juveniles similares a escamas, no aplanadas, ovadas, lanceoladas de 10 mm  de largo por 4.5 mm  de ancho y ápice curvado. Las hojas adultas similares a  escaas,  agudas a obtusas, ovadas, de 11-14 mm  de largo por 8.7 mm  de ancho, ligeramente imbricadas, curvado el ápice, nervio central prominente. El cono masculino cilíndrico, de 8-13,5 cm de largo por 20 a 28 mm de ancho, escamas triangulares, 12 sacos de polen, el cono femenino de 8-9 cm de largo por 6.8 cm de ancho;  brácteas cortas y acuminadas de 5-10 mm  de largo. Semillas de 3,2 cm de largo, con alas ovaladas y una alargada nuez. Tiene una germinación epigeal.

## Hábitat
A. montana está ampliamente distribuida en los bosques húmedos densos y bajos, y en los maquis minier altos durante la mayor parte de Grand Terre. Por lo general se encuentra en las mesetas situadas debajo de las crestas de cumbres en áreas que favorecen la formación de los yacimientos profundos justo por encima de la roca madre.

## Taxonomía
Araucaria montana fue descrita por Brongn. & Gris y publicado en Annales des Sciences Naturelles; Botanique, sér. 5, 13: 358, en el año 1871.
Etimología
Araucaria: nombre genérico geográfico que alude a su localización en Arauco.
montana: epíteto latíno que significa "de la montaña".
- Características de las araucariáceas